# Вальтух, Константин Куртович
Константи́н Ку́ртович Ва́льтух (19 декабря 1931, Москва — 23 августа 2017, Новосибирск) — советский и российский экономист, доктор экономических наук (1969), член-корреспондент РАН (26.05.2000), заслуженный работник высшей школы Российской Федерации (2003).

## Биография
С отличием окончил отделение политической экономии Московского государственного экономического института (1954). Работал в Горно-Алтайском (1954—1957) и Калужском (1957—1959) облпланах, в Институте экономики АН СССР (1961—1962). В 1962 году защитил кандидатскую диссертацию «Некоторые вопросы кругооборота средств промышленных предприятий в процессе расширенного социалистического воспроизводства».
С июля 1962 года работал в Новосибирске; научный сотрудник Института экономики и организации промышленного производства; в 1966 году возглавил сектор методологии и методики исследования темпов и пропорций общественного производств, в 1967—2003 годах являлся заведующим отделом темпов и пропорций промышленного производства; позднее старший научный сотрудник, советник РАН (с 2004). С 1963 года — ассистент, старший преподаватель, доцент, профессор, заведующий кафедрой политической экономии (1974—2008) Новосибирского государственного университета. В 1969 году защитил докторскую диссертацию «Общественная потребительная стоимость продукции и затраты труда на её производство» (в двух томах).
Автор свыше 230 научных публикаций, в том числе 20 монографий; подготовил 25 аспирантов. Ряд работ опубликован в США, Германии, Франции, Австрии, Чехословакии и других странах. Читал курсы лекций в Австрии, ФРГ, бывшей ГДР, Чехословакии. Член французской Ассоциации национального счетоводства и Европейской ассоциации эволюционной политической экономии. Действительный член РАЕН (1997).
Награждён орденом «Знак Почёта» (1967) и орденом Дружбы (2013), а также несколькими медалями. Лауреат премии имени Н. Д. Кондратьева (1998).

## Научная деятельность
Основные направления научных изысканий: теория стоимости и полезности, математическое моделирование экономики, стратегические проблемы развития экономики СССР и России.
К. К. Вальтух исследовал причины начавшейся в 1960-е годы деградации советской экономики. Показал несоответствие проводимых в России с начала 1990-х годов социально-экономических преобразований состоянию технологической системы страны. Предложил концепцию возрождения российской экономики на основе спасения и последующего преобразования её технологической системы.
Осуществил цикл фундаментальных исследований в области теории стоимости: математическое описание товарного производства на основе модели межотраслевого баланса; исходя из классической (трудовой) теории стоимости, на статистическом материале, охватывающем более половины мировой экономики за период, составляющий более половины всей истории экономического роста, дал объяснение общего уровня цен, уровня и динамики относительных цен, динамики системы отраслевых цен. Разработал информационную теорию стоимости как обобщение классической теории, дающее решение известных проблем редукции труда и общественной стоимости природных ресурсов. На массовой статистике показал несоответствие действительности ряда основных положений и моделей, предложенных широко распространенными течениями экономической мысли: современным монетаризмом, так называемой неоклассикой, кейнсианством. С начала 1970-х годов века разрабатывал вероятностную общую экономическую теорию.
В области теории стоимости математически исследовал и на большом статистическом материале верифицировал закон трудовой стоимости. Предложил решение известной проблемы общего уровня цен; анализом массовой статистики показал высокую объясняющую силу классической теории, её большое преимущество по отношению к монетаристской концепции.
Вместе с тем исследования показали недостаточность классической теории и привели к обобщению — информационной теории стоимости, которая дает возможность дополнительно повысить уровень объяснения относительных цен обычных товаров; решить известную проблему редукции труда. В 1997—1999 годах сотрудниками пяти институтов СО РАН под руководством К. К. Вальтуха осуществлено исследование, дающее (на основе интеграции в экономическую науку ряда результатов естественных наук) решение известной проблемы общественной стоимости природных ресурсов (коллективная монография «Информационная теория стоимости и системные экономические оценки природных ресурсов», 1999) и показана высокая объясняющая сила разработанной в монографии концепции.
С начала 1970-х годов проводил исследования стратегических проблем развития экономики, которые показали неизбежность негативных процессов в развитии советской экономики вследствие отставания в реконструкции её производственного аппарата, сделаны выводы об эффективной стратегии. В 1992 году ученый представил выводы о невозможности реализации провозглашавшихся целей экономических преобразований Е. Т. Гайдара и предложения о научно обоснованной стратегии. В 1996 году он показал неизбежность массового выбытия производственного аппарата российской экономики, подготовил выводы относительно стратегии её возрождения; в 1999 году отправлены докладные записки в Правительство, Совет Федерации и Государственную Думу РФ о необходимости принятия в современных условиях стратегии спасения индустриального потенциала российской экономики, обрисовал основные контуры этой стратегии.

## Основные работы
- Кругооборот и оборот фондов предприятий. М., 1964;
- Общественная полезность продукции и затраты труда на её производство. — М.: Мысль, 1965;
- Проблемы согласования моделей народнохозяйственного уровня. — Новосибирск, 1972;
- Удовлетворение потребностей общества и моделирование народного хозяйства. — Новосибирск: Наука, 1973;
- Оптимизационные и балансовые модели народного хозяйства. — Новосибирск: наука, 1977 (совм. с И. А. Ицковичем);
- Целевая функция потребления: анализ и практическое использование. — Новосибирск: Наука, 1980;
- Математический и статистический анализ функции потребления. — Новосибирск: Наука, 1986 (в соавт. с Н. П. Дементьевым и И. А. Ицковичем);
- Marx’s Theory of Commodity and Surplus Value. Formalised Exposition. — M., 1987;
- Информационная теория стоимости. Новосибирск, 1996
  - Информационная теория стоимости и законы неравновесной экономики. — М.: Янус-К, 2001;
- Стратегия возрождения. — Новосибирск, 1996;
- Проблемы преодоления катастрофы 1990—1995 годов в российской экономике. Новосибирск, 1996 (редактор);
- Общий уровень цен: теория, статистические исследования. — М.: Янус-К,1998;
- Динамика относительных цен. Теория. Статистические исследования. — Новосибирск, 2002;
- Закономерности краткосрочной экономической динамики. Теория. Статистические исследования. Критика макроэкономики. — М.: Янус-К, 2005.
- Краткосрочная динамика отраслевых цен. Теория. Исследования системной статистики. — М., 2007.
- Воспроизводство и ценообразование:
  - Том I. Динамика основных производственных фондов. — М.: Янус-К, 2009. — 744 с.
  - Том II. Динамика продукции. Динамика цен капитальных вложений. Часть 1. — М.: Янус-К, 2010. — XXXIII+732 с.
  - Том II. Динамика продукции. Динамика цен капитальных вложений. Часть 2. — М.: Янус-К, 2010. — XVIII+496 с.
  - Том III. Динамика затрат труда. Динамика оплаты труда. Часть 1. — М.: Янус-К, 2013. — LVI + 739 с.
- Закон социально-экономического развития. Теория исследования мировой статистики. — Новосибирск: Изд-во ИЭОПП СО РАН, 2018. — Ч. 1. — 538 с. — ISBN 978-5-89665-326-4
- Закон социально-экономического развития. Теория исследования мировой статистики. — Новосибирск: Изд-во ИЭОПП СО РАН, 2018. — Ч. 2. — 441 с. — ISBN 978-5-89665-327-1